# San Saba
För andra betydelser, se San Saba (olika betydelser).
San Saba är en stadsdel i södra Rom och tillika ett av Roms rioni. Rionet har fått sitt namn efter kyrkan San Saba, som i sin tur är uppkallad efter helgonet Sabbas.

## Kyrkor i urval
- San Saba
- Santa Balbina
- Santi Nereo e Achilleo
- San Cesareo de Appia

## Byggnadsverk i urval
- Casina del Cardinale Bessarione
- Caracallas termer